# Santa Giusta
Santa Giusta – miejscowość i gmina we Włoszech, w regionie Sardynia, w prowincji Oristano.
Według danych na rok 2021 gminę zamieszkiwało 4673 osób, 67,51 os./km². Graniczy z Ales, Arborea, Marrubiu, Morgongiori, Oristano, Palmas Arborea i Pau.